# Sherlock Jr.
Sherlock Jr. és una pel·lícula muda estatunidenca dirigida i interpretada per Buster Keaton el 1924. Ha estat subtitulada al català.

## Argument
Buster Keaton interpreta el paper d'un jove projeccionista de cinema que somnia ser detectiu i que, degút a un malentès, es veu involucrat en un cas de robatori que no ha comès. D'ençà aquest punt de partida, viurà unes extraordinàries aventures en les que s'hi barrejaran el món real i el dels somnis...

## La gestació del film
Buster Keaton ja tenia el guió i les localitzacions de la pel·lícula gairebé en marxa quan va decidir passar-li la direcció al seu amic Roscoe Arbuckle, el qual estava passant seriosos problemes econòmics i personals; repudiat a Hollywood arran de l'escàndol que va patir dos anys abans. Roscoe Arbuckle només va arribar a treballar-hi una setmana sencera; no estava en el seu millor moment ni amb la millor actitud per a rodar una comèdia, generant molts més problemes que resolent-los. Afortunadament, el mateix Buster li trobà una nova feina per a dirigir The Red Mill (1926), un film amb Marion Davies per, més tard, reprendre la direcció de la pel·lícula ell personalment, tal com ja ho havia planejat al començament.
Sherlock Jr. és, de tots els llargmetratges que va realitzar Buster Keaton, el que utilitzaria més elements fantàstics. També va ser el tècnicament més complex, amb els efectes especials més difícils d'aconseguir de tota la seva carrera. L'escena més insòlita és aquella en què el personatge que interpreta Keaton entra literalment a dins d'una pantalla de cinema, a on s'està projectant una altra pel·lícula, dins la qual pateix el turment de ser bandejat pels sobtats canvis d'escenari a cada canvi de pla d'aquesta, mentre ell és sempre el mateix, va rebent tota mena de patacades. L'escena- tot un sofisticat gag metalisguistic- fou resolta amb mestria pel trucatge que inventà el seu operador de càmera Elgin Lessley. El resultat que dona a la pantalla és, encara ara, molt convincent. Keaton comentava orgullós que els operadors de la competència examinaven el film sense esbrinar quin podia ser el secret del truc utilitzat.
En una de les moltes caigudes que va fer al llarg del film, Keaton es va fracturar una vèrtebra del coll, trencament que va descobrir onze anys després en una revisió mèdica rutinària. Mentre rodava la pel·lícula no havia donat massa importància als dolors que patia, fent continuar el rodatge, com si res important hagués passat.

## Antecedents i herència
La pel·lícula va tenir un èxit de crítica i públic acceptable, tot i que tothom en sortia sorprès de les aportacions tècniques d'aquesta. Els elogis més encesos vingueren dels intel·lectuals i artistes estrangers. El director de cinema francès René Clair afirmà que amb aquest film, Buster Keaton havia demostrat ser el Pirandello de la pantalla. El prestigi que té ara, per part dels historiadors, és només superat pel de El maquinista de la General, i és al mateix nivell que The Navigator, La nostra hospitalitat entre altres clàssics keatonians.
La pel·lícula té evidents antecedents en algunes de les rodades, entre quinze i vint anys abans, pel francès Georges Méliès i per l'aragonès-català Segundo de Chomón. La influència que exercí l'escena en què ell entrava a la pantalla ha inspirat moltes pel·lícules. Cal mencionar els exemples del film italià de Carlo Ludovico Bagaglia, A due voci, l'argentí de Fernando Ayala, Tarde de cine i els estatunidencs La rosa porpra del Caire de Woody Allen i L'últim gran heroi de John McTiernan, amb Arnold Schwarzenegger. Darrerament, a un nivell més intimista, la italiana Dopo mezzanotte també ha fet un obert homenatge al clàssic de Keaton.
El 1991, el National Film Registry de la Biblioteca del Congrés dels Estats Units la va seleccionar per a la seva preservació degut al seu interès cultural, històric o estètic.

## Repartiment
- Buster Keaton (projectionist / Sherlock Jr.) A
- Kathryn McGuire (la noir – la filla de l'home ric)
- Joe Keaton (el pare de la noia – l'home ric)
- Erwin Connelly (l'home contractat – el majordom)
- Ward Crane (el cap local – el village)
- Ford West (l'amo del cinema – l'ajundant de Sherlock)